# Цезарій Пазура
Цеза́рій Анджей Пазу́ра (пол. Cezary Andrzej Pazura; *13 червня 1962, Томашув-Мазовецький) — польський кіноактор, телевізійний діяч, комік, співак. Популярність артисту принесли такі фільми як: «Kiler» (Кілер), «Psy» (Пси) та «Chłopaki nie płaczą» (Пацани не плачуть).

## Біографія
В молодому віці майбутній актор навчався у музичній школі в класі кларнету та фортепіано. 1986 року Цезарій Пазура закінчив Державну вищу акторську школу, м. Лодзь. На початку кар'єри був пов'язаний з театральною сценою: одразу після закінчення акторської школи грав у Варшавському Театрі Охоти (дебютував у липні 1983-го), пізніше, у 1992—1993 роках працював в Загальному Театрі (Teatr Powszechny). Кінодебют відбувся у пригодницькій стрічці 1986-го року «Czarne stopy» (Чорні ступні). В ролі режисера вперше спробував себе у 2007-му році, відзнявши один з епізодів серіалу «Faceci do wzięcia». З квітня 2008-го року ведучий телегри «Strzał w 10» (український аналог — телегра 100 % Україна). На додачу до акторської діяльності відомий також своїми комедійними імпровізаційними виступами та дубляжною діяльністю ("Астерікс і Обелікс: Місія «Клеопатра» — Нумерабіс, «Підводна братва» — Оскар, «Льодовиковий період» — Сід та голос Рожевої Пантера у комп'ютерній грі).
З жовтня 1998-го актор володіє особистою зіркою на Алеї Зірок в місті Лодзь.

### Особисте життя
Актор тричі був одружений. 
1 квітня 1989 року він одружився з Жанетою, від якої має доньку Анастасію (народилася 29 жовтня 1989 року). У 1994 році він розлучився зі своєю дружиною. З 1995 року до кінця 2007 року він був одружений з  Веронікою Марчук, українкою за походженням, а нині польською акторкою та продюсером. 1 травня 2009 року він одружився з Едітою Зайонц, яка на 26 років молодша за нього. У них троє дітей: Амелія (нар. 2009), Антоні Юзеф (нар. 2012) та Ріта (нар. 2018). 
Брат Цезарія Пазури, Радослав Пазура, також є актором.

## Вибрана фільмографія
- Чорні ступні/ Czarne Stopy (1986)
- Прикордоння у вогні/ Pogranicze w ogniu (телесеріал) (1988—1991)
- Kroll (1991)
- Перстень з орлом в короні/ Pierścionek z orłem w koronie (1992)
- Пси/ Psy (1992)
- Два місяці/ Dwa księżyce (1993)
- Три кольори: Білий/ Trzy kolory. Biały (1993), реж. Кшиштоф Кесьловський
- Краще бути вродливою і багатою/ Lepiej być piękną i bogatą (1993)
- Пси II: Остання кров/ Psy II: Ostatnia krew (1994)
- Нічого смішного/ Nic śmiesznego (1995)
- Tato (1995)
- Wirus (1996)
- 13-е відділення/ 13 posterunek (ситком) (1997—1998)
- Кілер/ Kiler (1997), у ролі Єжи Кілера
- Охоронець для доньки/ Sara (1997)
- Веселого Нового Року/ Szczęśliwego Nowego Jorku (1997)
- Sztos (1997)
- Кілер-2/Kiler-ów 2-óch (1999), у ролі Єжи Кілера
- Ajlawju (1999)
- Пацани не плачуть/ Chłopaki nie płaczą (2000), у ролі Фреда
- Zakochani (2000)
- E=mc² (2002)
- Кар'єра Нікося Дизми (2002)
- Czego się boją faceci, czyli seks w mniejszym mieście (телесеріал) (2003—2005)
- Show (2003)
- Я вам покажу!/ Ja wam pokażę! (2006)
- Золота середина/Złoty środek (2009)
- Maszyna losująca (2009)

## Дискографія
- 1999 — альбом «Przystojny jestem»
- 1999 — сингл «Był pochmurny dzień»

## Нагороди
- 1993, 1997, 2003 — Золота Качка (головна нагорода польського видання «Film») у номінації «найкращий актор»
- 1999 — нагорода «ТелеКамера 1999» читачів видання «TeleTydzień» у категорії «найкращий актор»
- 2000 — Кришталевий Гранат для найкращого комедійного актора на IV Фестивалі Польських Комедійних Фільмів в м. Любомеж
- 2005 — Київ, МКФ Стожари: Спеціальний диплом журі: «За розкриття інфернальних сторін людської природи» за фільм «Невситимість», реж. Віктор Гродецьки